# Letis abrupta
Letis abrupta là một loài bướm đêm trong họ Erebidae.